# 库尔纳托夫斯基家族

庫爾納托夫斯基家族的徽章

库尔纳托夫斯基家族（波蘭語：Kurnatowscy）是一个位于波兰的贵族家族。该家族先是在波兰王国，后则在波兰立陶宛联邦，现在则在波兰共和国。自16世纪以来，该家族获得了许多土地，这些土地分别位于别兹德罗沃、杜西纳、戈希切申、科托沃和若文多沃的等地区。 该家族在1336年被Kreis Birnbaum首次记载。1902年，根据教皇利奥十三世的法令，该家族的一位贵族被赋予了伯爵的身份。1916年，另一位贵族又被沙皇尼古拉二世封为伯爵。